# Dervenipapyrus

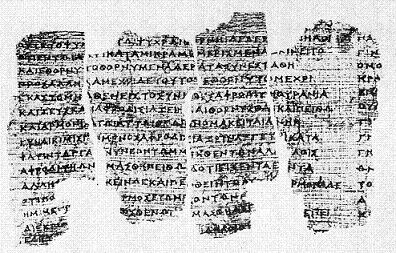
Enige fragmenten van de Dervenipapyrus

De Dervenipapyrus is een Oudgriekse prozatekst die functioneerde binnen een orfische gemeenschap, en die bestond uit verklaringen van rituelen en een filosofisch-religieus commentaar op een mythologisch dichtwerk. De vondst was opvallend omdat het de oudste papyrustekst is die in Griekenland is gevonden, en belangrijk omdat de inhoud bijdroeg aan de studie naar de presocraat Heraclitus en vooral de orfische mysteriecultus, waar verder weinig tekstmateriaal van is overgeleverd. De Dervenipapyrus toont aan dat die cultus echt heeft bestaan, een stelling die daarvoor werd bediscussieerd.

## Context
De vondst werd in 1962 gedaan in Derveni, ten noorden van Thessaloniki. Daar vond men enkele graftombes, en boven op één daarvan lag tussen de resten van een brandstapel de papyrusrol. Omdat de rol normaliter geheel ritueel verbrand had moeten worden, is die slechts fragmentarisch bewaard gebleven in gecarboniseerde vorm. De tekst was opgedeeld in 26 kolommen, en alleen de bovenste 9 tot 17 regels  tekst (ongeveer de helft per kolom) zijn over in de vorm van zo'n 200 fragmenten. Het bijbehorende graf was van een welgesteld persoon die was gecremeerd. Op basis van de grafvondsten dateren onderzoekers de graven op de late 4e of vroege 3e eeuw v.Chr. De tekst zelf stamt vermoedelijk uit de tweede helft van de 4e eeuw v.Chr. en bevat zowel Attische als Ionische dialectvormen.
In onder andere Thessalië en Zuid-Italië (Magna Graecia) zijn verscheidene gouden plaatjes (lamellae) in graven gevonden met teksten erop die een eschatologische inhoud hebben: een beschrijving over de aard en het lot van de ziel en een topografie van het hiernamaals. Ze worden beschouwd als orfisch of Dionysisch, twee verwante cultussen. Men vermoedt dat de Dervenipapyrus een soortgelijke functie had. Bewijs hiervoor zijn bepaalde schilderingen en Euripides' Hippolytus, waarin Theseus Hippolytus bekritiseert omdat deze een orficus is: 'Met Orpheus als jouw heer schep je veel genoegen in het vereren van de rook van veel geschriften' (953–4). Dit zou betekenen dat de papyrusrol van rituele betekenis was bij de begrafenis van de dode. Of de dode ook een streng orficus was, valt echter niet uit de archeologische situatie op te maken.
Onderzoekers hebben verschillende mogelijke auteurs aangewezen, namelijk Epigenes, Euthyphro, Stesimbrotus van Thasos, Diogenes van Apollonia, Diagoras van Melos en een orfische priester. Dit blijft hypothetisch. Van de auteur is aangenomen dat hij in zijn standpunten eclectisch was en invloed onderging van de presocraten. Hij is wellicht een priesterlijk figuur en had als doel religieuze rituelen te beschrijven en in te kaderen met een kosmologisch en natuurfilosofisch commentaar op een theogonie (ontstaan van de goden), om duidelijk te maken dat de rituelen, leven en dood onderdeel waren van een groter geheel. Tegelijkertijd polemiseerde hij tegen charlatans die verkeerde inwijdingsrituelen uitvoerden en die niet doordrongen tot de ware betekenis van de theogonie.

## Inhoud
De eerste zes kolommen behandelen de interpretatie van religieuze rituelen door middel van eschatologische noties. De fragmentarische tekst gaat over offers, en daarmee verbandhoudend de Erinyen (wraakgodinnen), daimonen, onrechtvaardige mensen en verantwoordelijkheid. Vanaf kolom 7 volgt een commentaar op een hexametrisch gedicht, dat doorgaans als een theogonie wordt beschouwd. Veel verzen lijken op verzen uit andere epische poëzie, zoals de Homerische hymnen en de Orfische theogonie. In de theogonie beschrijft de dichter na een voorwoord hoe Zeus door lotsbeschikking de oppermacht in handen kreeg. Om die te behouden verzwolg hij iets, mogelijk een nakomeling zoals Phanes of het geslachtsdeel van Uranus. Aan Zeus' heerschappij gingen verschillende machtsoverdrachten vooraf, maar inmiddels was Zeus de enige, en iedereen is in Zeus, zodat hij lofprijzing verdient. Ook schiep hij allerlei goden en begon hij een incestueuze relatie met zijn moeder.
Deze theogonie is volgens de auteur van de Dervenipapyrus raadselachtig beschreven door Orpheus. De tekst is niet alleen de letterlijke boodschap, maar bevat een diepere betekenis. Zo identificeerde de auteur waarschijnlijk alle goden, inclusief Zeus, met één god, Geest (Nous). Geest is het actieve principe, de werkzame kracht in de kosmos. Aangezien Zeus almachtig is, is de geest het belangrijkste bestanddeel van alles. Bij de passage over incest volgt niet meteen een allegorische interpretatie, maar wordt het woord moeder anders geduid, zodat er geen sprake kan zijn van incest: aangezien alles uit Zeus voortkomt, slaat ook 'moeder' op de Geest. Goden bestaan uit elementen, en elementen kunnen niet worden gemaakt, dus goden kunnen niet werkelijk geboren worden. Dit is een stellingname tegen de Theogonie van Hesiodus, zoals ook Pherecydes van Syros deed.
Omdat de theogonie eigenlijk een kosmogonie (ontstaan van de wereld) is, wordt de prekosmische staat van chaos een fase waarin wezens en dingen nog geen afzonderlijke zaken met eigen afmetingen zijn. De afzonderlijke delen ontstaan pas doordat de Geest de elementen van elkaar scheidt door bijvoorbeeld eerst de zon en de sterren te maken. Bij dergelijke natuurfilosofische beschrijvingen deed de auteur een beroep op de filosofieën van bijvoorbeeld Empedocles en Heraclitus.

## Bron
- Betegh, G. The Derveni Papyrus. Cosmology, Theology, and Interpretation. Cambridge: Cambridge University Press, 2006.